# Mrtva priroda
Mrtva priroda (francuski: Nature morte; engleski: Still Life, njemački: Stillleben) je likovni motiv, prikaz neživih ili nepokretnih predmeta (cvijeće, uporabni predmeti, lovački pribor i ulov, posuđe) u likovnim umjetnostima. 
Kao posebna tema javlja se od antike, a u srednjem vijeku tek pojedini detalji u okviru religijskog prikaza imaju oznake mrtve prirode. Od 15. stoljeća i renesanse raste značenje takvih prikaza koji su još uvijek dijelom portreta ili pejzaža, ali imaju značajno religijsko ili alegorijsko simbolično značenje. U baroku mrtva priroda postaje posebna slikarska tema, a osobit procvat doživljava u flamanskom i nizozemskom slikarstvu 17. stoljeća. Motiv mrtve prirode, za razliku od portreta i pejzaža, omogućavao je slikarima veću kontrolu kompozicijske postavke, te elemenata harmonije i proporcija u svrhu ostvarivanja umjetničkog sklada koji se tada smatrao definicijom ljepote.
U 19. stoljeću Paul Cézanne je na tematici mrtve prirode rješavao temeljne probleme slikarskog izraza i dvodimenzionalnosti slike.
Osim u slikarstvu, kiparstvu i grafici, javlja se i u fotografiji i drugim oblicima suvremenog umjetničkog izraza (instalacije, video, ambijentalna umjetnost).